# الزهراء (الشرقية)
قرية الزهراء هي إحدى القرى التابعة لمركز الزقازيق في محافظة الشرقية في جمهورية مصر العربية. حسب إحصاءات سنة 2006، بلغ إجمالي السكان في الزهراء 5959 نسمة، منهم 3061 رجل و2898 امرأة.

## تاريخ القرية
قرية الزهراء من القرى القديمة، اسمها الأصلي «شقلبان» وكانت من كفور دنوهيا إلى أن فصلت عنها في التربيع العثماني سنة 933هـ/1527م. وفي سنة 1930م، وافقت وزارة الداخلية المصرية على طلب أهلها بتغيير اسمها إلى «الفؤادية» تيمّنًا بالملك فؤاد الأول. ثم تغيّر في أواخر خمسينيات القرن العشرين في العصر الجمهوري مجدّدًا إلى «الزهراء».